# هوراس غيفورد
هوراس غيفورد (بالإنجليزية: Horace Gifford)‏ هو مهندس معماري أمريكي، ولد في 1932 في فيرو بيتش ‏ في الولايات المتحدة، وتوفي في 1992.